# Zara (Schiff, 1931)
Die Zara war ein Schwerer Kreuzer der Regia Marina und Typschiff der Zara-Klasse. Das Schiff wurde nach der damals italienischen Stadt Zara benannt. Es wurde im Laufe der Schlacht bei Kap Matapan versenkt.

## Geschichte
Die Zara wurde am 4. Juli 1928 von Oto Melara in Lerici auf Kiel gelegt, am 27. April 1930 vom Stapel gelassen und am 20. Oktober 1931 fertig gestellt.
Im August 1932 nahm die Zara an Flottenübungen im Golf von Neapel teil und wurde am 13. August von König Viktor Emanuel III. inspiziert. Im September wurde sie zum Flaggschiff des Ersten Marinegeschwaders. Zwischen dem 6. und 7. Juli 1933 nahm sie an der Flottenschau zu Ehren von Benito Mussolini im Golf von Neapel teil. Am 5. Mai 1938 fand anlässlich des Besuchs von Adolf Hitler eine weitere Flottenschau statt.
Am 7. März 1939 lief die Zara zusammen mit ihren Schwesterschiffen von Tarent aus, um ein Geschwader republikanische Flotte Kriegsschiffe – drei Kreuzer und acht Zerstörer – abzufangen. Die italienischen Schiff hatten keine Erlaubnis zum Angriff, sondern waren lediglich befugt, die spanischen Schiffe an der Weiterfahrt zu hindern und sie zu zwingen, vor Augusta auf Sizilien anzulegen. Der spanische Kommandant weigerte sich und fuhr stattdessen nach Bizerte in Französisch-Tunesien, wo seine Schiffe interniert wurden. Vom 7. bis 9. April, unterstützte die Zara die Besetzung Albaniens. Den Rest des Jahres verbrachte sie ohne Zwischenfälle.
Mit dem Kriegseintritt Italiens am 10. Juni 1940 wurde die Zara dem 1. Geschwader in Tarent zugeteilt, mit dem sie vor der Küste Kretas patrouillierte. Am 9. Juli 1940 nahm die Zara  als Teil der 1. Kreuzerdivision der Konvoisicherungsgruppe an der Seeschlacht bei Punta Stilo teil. Es kam für das Schiff dabei zu keinem direkten Feindkontakt. Am 12. November 1940 lag das Schiff während der Schlacht von Tarent ebenfalls im Hafen, wurde aber nicht beschädigt.

### Versenkung am 29. März 1941
Während der Schlacht bei Kap Matapan wollte die Zara dem liegengebliebenen Schwesterschiff Pola beistehen. In der Dunkelheit wurden die Schiffe von britischem Radar aufgeklärt und die Schlachtschiffe Warspite und Valiant konnten unbemerkt auf Kernschussweite zu dem Schiff aufschließen. Sieben Breitseiten (vier der Warspite und drei der Valiant) trafen innerhalb weniger Minuten die völlig überraschte Zara. Dem Zerstörer Stuart gelang zusätzlich noch ein Torpedotreffer. Die englischen Schiffe drehten daraufhin ab. Die Zara war zu dem Zeitpunkt kampf- und manövrierunfähig und brannte auf ganzer Länge. Da das Schiff nicht sank, gab Kapitän Cattaneo um 2:00 Uhr den Befehl, das Schiff selbst zu versenken und zu verlassen. Um 2:30 Uhr explodierten die angebrachten Sprengsätze, woraufhin das Schiff kenterte und sank. 783 Mann der Besatzung kamen dabei ums Leben. Die Zara wurde erst nach dem Krieg, am 18. Oktober 1946, offiziell aus der Liste gestrichen.

## Technik

### Schiffsmaße
Das Schiff hatte eine Gesamtlänge von 182,72 m, eine Länge zwischen den Loten von 179,60 m und eine Breite von 20,62 m. Der Tiefgang betrug 6,20 m. Die Verdrängung lag zwischen 11.867 t und 14.529 t.

### Antrieb
Die Zara war mit zwei Parsons-Turbinen ausgestattet, die jeweils eine Welle antrieben und insgesamt 95.000 Shp (69.872 kW) entwickelten, mit der sie eine Höchstgeschwindigkeit von 33 Knoten (61 km/h) erreichte. Der Dampf wurde von acht Yarrow-Wasserrohrkesseln geliefert. Das Schiff konnte maximal 2.300 t Heizöl mitführen, was ihm bei 16 Knoten (29 km/h) eine Reichweite von 5.400 sm (10.000 km) ermöglichte. Die Besatzung des Schiffes bestand aus 841 Offizieren und Mannschaft.

### Bewaffnung
Die Hauptbewaffnung bestand aus acht 20,3-cm-Geschützen in vier Zwillingstürmen zwei vor und zwei hinter den Aufbauten. Die Geschütze waren auf Model 1927 Lafetten (181 t) mit einem Seitenrichtbereich von −150 bis +150 Grad montiert. Die Kanonen selbst wogen 27 t und hatten bei einer maximalen Elevation von 34° und einer Mündungsgeschwindigkeit von 900 m/s eine Reichweite von 31.566 m. Sie verschossen 125 kg schwere Granaten mit einer Kadenz von ca. 2–4 Schuss pro Minute. Die Sekundärbewaffnung bestand aus sechzehn 10-cm-Kanonen in acht Zwillingstürmen jeweils vier auf jeder Breitseite. Die Geschütze waren auf Lafetten mit einem Gewicht von 15 t und einem Seitenrichtbereich von 360 Grad montiert. Für die leichte Flugabwehr hatte das Schiff vier 40-mm-Geschütze in Einzellafetten installiert. Die Kanonen selbst wogen inklusive Kühlwasser 2,4 t und hatten einen Seitenrichtbereich von 360 Grad. Bei einer Elevation von 45° und einer Mündungsgeschwindigkeit von 610 m/s eine Reichweite von 3,4 km. Bis 1940 wurden zwei der 10-cm- sowie alle 40-mm-Geschütze entfernt und durch acht 3,7-cm-Geschütze, zwei 120-mm-Leuchtgranatwerfer sowie acht 13,2-mm-Maschinengewehre ersetzt.

### Panzerung
Die Zara hatte einen 150-mm-Panzergürtel der sich von der vorderen bis zur hinteren Barbette erstreckte. Zusammen mit den 120-mm-Schotten bildete er die gepanzerte Zitadelle. Die Geschütztürme und Barbetten hatten eine 120 bis 140 mm starke Panzerung. Das Deck war zwischen 20 und 70 mm dick und der Kommandoturm war mit 70 bis 150 mm gepanzert.

### Bordflugzeuge
Die Zara verfügte über ein Flugzeugkatapult, welches die Bordflugzeuge in Mittellinie über den Bug starten konnte. Das Schiff führte zwei IMAM Ro.43 Seeaufklärer an Bord mit.